# پمپ یونی

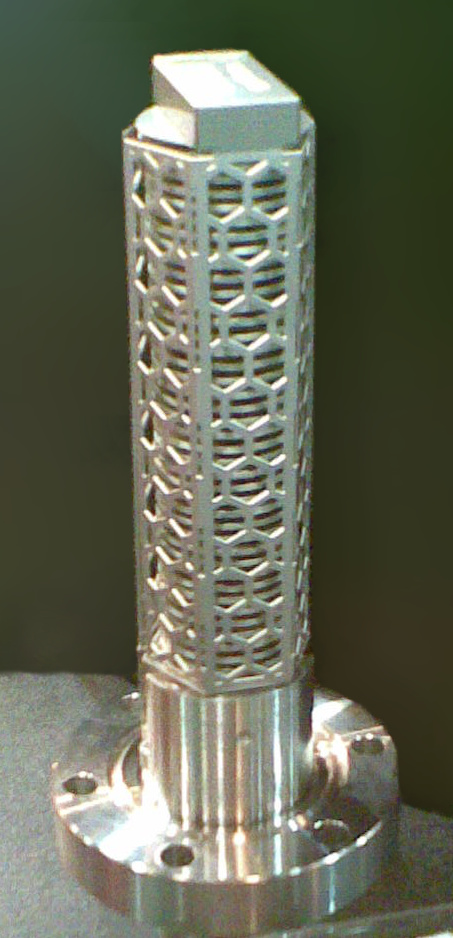
پمپ یونی

پمپ یونی (به انگلیسی: Ion Pump) نوعی پمپ خلاء است که در شرایط ایدئال به کمک آن می‌توان تا فشارهای {\displaystyle 10^{-11}}میلی بار را ایجاد کرد. پمپ یونی به کمک یک ولتاژ نسبتاً بالا، در حدود ۳ تا ۷ کیلوولت، گازهای درون محفظه خلاء را یونیزه می‌کند، که اینکار باعث می‌شود یون‌ها شتاب پیدا کرده و توسط یک الکترود صلب جذب شوند.

## انواع
سه گونه عمده از پمپ‌های یونی وجود دارد: مدل استاندارد و متعارف آن یعنی پمپ دیودی، پمپ دیودی خاص (noble diode pump) و پمپ تریود (triode pump).